# Michael Collins (película)
Michael Collins es una película irlandesa-británica-estadounidense dramática y biográfica de 1996 escrita y dirigida por Neil Jordan y protagonizada por Liam Neeson, Aidan Quinn, Alan Rickman, Stephen Rea, Ian Hart y Julia Roberts. 
Trata de la vida de Michael Collins, patriota y revolucionario irlandés muerto durante la guerra civil irlandesa. Fue ganadora del León de Oro en el Festival Internacional de Cine de Venecia de ese año.

## Argumento
Trata la vida del líder revolucionario, miembro del IRA y patriota irlandés Michael Collins (Liam Neeson), su destacado papel durante la guerra de Independencia, la guerra civil irlandesa y la creación de la República de Irlanda.
En 1916, Irlanda se sacude por el Alzamiento de Pascua, en la cual varios líderes de la IRB son capturados tras su rendición y ejecutados, salvo Collins, Harry Boland (Aidan Quinn) y Eamon de Valera (Alan Rickman), este último evita el paredón de fusilamiento por su ciudadanía estadounidense. En 1918 son liberados y comienzan a difundir propaganda del IRA en las provincias, al tiempo que Collins y Boland conocen a Kitty Kiernan (Julia Roberts), que se fijará en Boland, mientras el oficial de la Division G, Ned Broy (Stephen Rea) vigila constantemente a Collins; sin embargo, Broy pretende apoyar a Collins y su causa, pasándole información que poseen los Británicos sobre los líderes de la República, que solo existe en la clandestinidad, y que los arrestarán esa noche. Contra el consejo de Collins, De Valera decide que los líderes se dejen arrestar para crear una protesta internacional que al final no se da.
Collins y Boland evaden el arresto y como los líderes de mayor rango que quedan deciden iniciar una campaña contra los agentes del Castillo de Dublín y sus colaboradores, comenzando con Collins infiltrándose en el castillo con ayuda de Broy, quien lo identifica como un soplón para hacerlo entrar, ahí descubre que los Británicos saben casi todo de los líderes de la República, y tras darles un ultimátum a varios agentes y colaboradores de los Británicos de origen Irlandés, la División de Dublín del IRA los mata uno por uno, al tiempo que logran sacar a De Valera de la cárcel de Lincoln, en plena Gran Bretaña, pero él desea viajar a Estados Unidos junto a Boland para conseguir el reconocimiento oficial del presidente Woodrow Wilson, cosa que no conseguirá.
Los Británicos responden llevando a Irlanda a los Black and Tans, una brutal brigada paramilitar que no distingue a civiles de los combatientes del IRA, además de enviar a la elite de la inteligencia Británica para infiltrar al nacionalismo Irlandés, Broy no consigue información consistente sobre ellos, pero Collins es informado en detalle por una camarera que conoce al líder de los espías, Soames (Charles Dance), y manda a la división de Dublín tras ellos, mientras lleva a Kitty a sitio seguro. Mientras tanto, Broy comete la imprudencia de intentar destruir la información sobre el IRA y es capturado y torturado hasta la muerte por Soames.
Después que el IRA mata a los espías, Soames incluido, los restantes colaboradores probritánicos intentan refugiarse en el Castillo y los Black and Tans toman venganza ametrallando un partido de fútbol gaélico en Croke Park, Collins descubre el cuerpo de Broy pero se ve obligado a dejarlo en la morgue; De Valera y Boland regresan de Estados Unidos, pero De Valera decide que el IRA en adelante dará la lucha de frente, no una guerra de guerrillas para dar una imagen de legitimidad a la República, Collins se opone sabiendo que sería la destrucción del IRA, de todas maneras De Valera ordena asaltar las aduanas de Dublín, a costa de decenas de bajas y capturas; pero no será demasiado en vano, ya que los Británicos solicitan repentinamente un parlamento formal con los líderes de la República.
Kitty decide dejar a Boland ya que ella ahora ama a Collins mientras éste, muy a su pesar y convencido de que es De Valera el verdadero estadista, viaja a Londres liderando el equipo que negociará la independencia, pero lo que consiguen es un dominio autónomo dentro del Imperio británico, renunciando al norte de Irlanda, de mayoría probritánica, De Valera se enfurece con Collins al haber aceptado esas condiciones, él responde que De Valera sabía de antemano qué iban a conseguir, el Dáil Éireann vota a favor del Tratado anglo-irlandés, De Valera, Boland y sus partidarios renuncian en señal de protesta.
Después que los Británicos entregan oficialmente el Castillo a las tropas del Estado Libre Irlandés, Collins, que lidera a la facción pro-tratado, y De Valera por el bando anti-tratado hacen propaganda en el referéndum que se acerca, el cual da como resultado una victoria a favor del tratado, De Valera ordena entonces al IRA anti-tratado tomar Four Courts y otras zonas de Dublín, dando inicio a la guerra civil irlandesa; Collins ordena de mala gana bombardearlos y combatirlos en toda la ciudad, al precio de cientos de soldados y guerrilleros muertos, entre ellos Boland.
Collins, con la capital pacificada se compromete con Kitty, y es informado después que De Valera pide un diálogo en Cork, condado natal de Collins y donde el IRA anti-tratado se había atrincherado; ya en el lugar, a través de un supuesto intermediario arreglan un encuentro, pero el viaje resulta ser una emboscada y Collins resulta muerto de un tiro directo a la cabeza. Kitty es informada justo después mientras se probaba su vestido de novia, desconsolada, Joe O'Reilly (Ian Hart) la consuela diciendo que Collins no hubiera querido que guardaran luto por él.
El epílogo muestra tomas originales del funeral de Michael Collins, donde tanto irlandeses como británicos le rinden honores, y una declaración emotiva hecha por De Valera sobre Collins.

## Reparto
- Liam Neeson - Michael Collins
- Ian Hart - Joe O'Reilly
- Julia Roberts - Kitty Kiernan
- Alan Rickman - Éamon de Valera
- Richard Ingram - Oficial británico
- Aidan Quinn - Harry Boland
- John Kenny - Patrick Pearse
- Ronan McCairbre - Thomas McDonagh
- Jer O'Leary - Thomas Clarke
- Michael Dwyer - James Connolly

## Recepción
El film fue apreciado por los críticos en cuanto a su forma narrativa y estructura, aunque fue bastante cuestionado por los historiadores debido a sus errores e imprecisiones históricas.